# Acta ecclesiastica Sloveniae
Acta ecclesiastica Sloveniae (kratica: AES) je znanstvena publikacija, katero od leta 1979 izdaja Inštitut za zgodovino Cerkve Teološke fakultete v Ljubljani.
Glavni namen publikacije je predstaviti neobjavljene dokumente, ki se nanašajo na zgodovino Cerkve v Sloveniji; tako so dokumenti predstavljeni v izvirnem jeziku s slovenskim komentarjem ter povzetki v tujih jezikih.